# Béla Biszku
Béla Biszku (ur. 13 września 1921 w Márokpapi, zm. 31 marca 2016 w Budapeszcie) – węgierski polityk komunistyczny.

## Życiorys
W latach 1957–1961 pełnił funkcję ministra spraw wewnętrznych w rządzie Jánosa Kádára. Od 1962 do 1978 roku był sekretarzem Komitetu Centralnego. Został oskarżony przez prokuraturę o zbrodnie wojenne po powstaniu w 1956 – kierował wówczas represjami wobec ludności. W 2014 skazany, jednak wyroku nie wykonano z powodu śmierci skazanego.